# Piézonucléaire
 (décembre 2016).
Améliorez-le ou discutez des points à vérifier. 
Le terme piézonucléaire désigne l’émission des particules du noyau atomique qui est induite par la pression. 

## Explication
L'observation du phénomène a été rapportée dans une publication de 2012 rédigée par F. Cardone, A. Carpinteri et G. Lacidogna. Il s'agirait notamment d'émissions de neutrons qui ne seraient pas suivies par une émission gamma,,,,. L'article décrivant ce phénomène a été vivement critiqué et ses conclusions mises en cause par de nombreux scientifiques,.

## Étymologie
Le mot est formé à partir du préfixe « piézo- », dérivée du grec ancien πιέζω, piézô (« serrer, presser ») et de « nucléaire » du fait qu'il concerne le noyau atomique.
Le terme a été inventé à la fin du XXe siècle par des chercheurs de l'Université de Rome III et du Conseil national de recherches (CNR) et l'Institut polytechnique de Turin après avoir observé l'émission de fragments du noyau atomique grâce à la compression par les ultrasons des liquides (ref. 2,3) et des matériaux solides (ref. 4) ou par l’usage d'une presse (ref. 5-11); dans chaque cas, avec l'utilisation d'énergies plus faibles que celles traditionnellement nécessaires pour des réactions de type nucléaire.

## Études connexes
En plus de ces études, des variations dans la concentration des isotopes et la production des nucélides avec basse énergie ont été aussi observés à Dubna (ref. 13, 14, 15) par le groupe de l’Institut Kurchatov (ref. 16, 17). Ces observations  sont en accord avec les résultats préliminaires obtenus dans le laboratoire GeM de Nantes (ref. 18).
L’émission des neutrons par suite de cavitation a été observée aussi à Oak Ridge (19-22) et elle a été confirmée par d'autres expériences.   
Les phénomènes nucléaires avec basse énergie ont été étudiés aux États-Unis . Ils ont été appelés Low Energy Nuclear Reaction (LENRs) ou Réactions nucléaires de la matière condensée (exemple ref. 27).
Plusieurs expériences ont observé une émission des neutrons qui n'ont pas été suivis par une émission gamma, en contraste avec les procédés connus jusqu’ici, mais en accord avec les réactions piezonucléaires.